# Gierszony
Gierszony (biał. Гершоны, Hierszony; ros. Гершоны, Gierszony) – część miasta Brześć na Białorusi położona ok. 7 km na południe od jego centrum. Do 1 czerwca 2007 roku oddzielna wieś w rejonie brzeskim i siedziba administracyjne sielsowietu Gierszony.
W Gierszonach działa joint venture produkujące blachodachówkę.

## Historia
Nazwa wsi pochodzi prawdopodobnie do niemieckiego Herr lub nazwiska Gerschon. Źródła pisane wspominają o „kirszonowickim pałacu” w 1564 roku. W 1648 r. w pobliżu Gierszonów został zabity Atanazy (Filipowicz), igumen monasteru św. Symeona Słupnika w Brześciu, działacz dyzunicki i późniejszy święty prawosławny.
W XIX wieku wieś Gierszony znajdowała się w gminie Kamienica Żyrowiecka w powiecie brzeskim guberni grodzieńskiej.
W okresie międzywojennym Gierszony należały do gminy Kamienica Żyrowiecka w powiecie brzeskim województwa poleskiego. Według spisu powszechnego z 1921 r. była to wieś i cegielnia liczące razem 30 domów. Mieszkało tu 250 osób: 122 mężczyzn i 128 kobiet. Pod względem wyznania 147 mieszkańców było prawosławnymi, 100 – rzymskimi katolikami, 2 – wyznania mojżeszowego, a 1 – ewangelickiego. 104 deklarowało narodowość polską, 122 – białoruską, 22 – narodowość tutejszą, miejscową, poleszucką i ruską, 2 – żydowską.
Po II wojnie światowej Gierszony znalazły się w granicach ZSRR i od 1991 r. – w niepodległej Białorusi.
W miejscu kaźni św. Atanazego Brzeskiego (Arkadia) znajduje się monaster.

## Zabytki
- Cerkiew Narodzenia Przenajświętszej Bogarodzicy wzniesiona w l. 1866–1869, obecnie cerkiew parafialna należąca do dekanatu (благочиние) Brześć-Miasto[5] eparchii brzeskiej i kobryńskiej Egzarchatu Białoruskiego Patriarchatu Moskiewskiego.
- Fort Nr 5 zbudowany w l. 1878–1888. Dobrze zachowany, będący częścią twierdzy brzeskiej, obecnie muzeum.
- Fort Nr 3 z l. 1913–1914. Po II wojnie światowej był wykorzystywany jako magazyn nawozów i zachował się w gorszym stanie.
- Bunkier będący elementem umocnień Brzeskiego Rejonu Umocnionego, zbudowany w 1940-1941.